# Fernando dos Santos Agudo
Fernando dos Santos Agudo (Odemira, 8 de Abril de 1906 - 10 de Abril de 1989) foi um médico português.

## Biografia
Nasceu no concelho de Odemira, em 8 de Abril de 1906. Frequentou a Faculdade de Medicina de Lisboa, onde se licenciou em medicina e cirurgia.
Exerceu como médico, tendo ficado conhecido pela assistência que prestava a pessoas de todas as classes sociais, tanto na sua habitação como nos meios rurais. Foi um dos principais impulsionadores da construção de um hospital em Odemira. Também presidiu ao Conselho Geral do Grémio da Lavoura de Odemira, e fez parte da Federação das Casas do Povo do Distrito de Beja, tendo representado esta organização na Corporação da Lavoura, tendo desta forma sido membro da Câmara Corporativa, como representante dos trabalhadores. Participou na XI Legislatura, na secção da Lavoura, mais precisamente na subsecção dos produtos florestais.
Faleceu em 10 de Abril de 1989.
Posteriormente, foi colocado um busto seu na Praça Sousa Prado, na vila de Odemira, da autoria do escultor Fernando Fonseca.